# Géza Lakatos
Géza Lakatos de Csíkszentsimon (30 d'abril de 1890, Budapest - † 24 de maig de 1967, Adelaida) fou un general hongarès noble durant la Segona Guerra Mundial, primer ministre d'Hongria amb el regent Miklós Horthy des de l'agost fins a l'octubre del 1944.

## Biografia

### Al front oriental
Lakatos es trobava al capdavant de les forces hongareses que combatien al front oriental. El 23 d'octubre del 1943 publicà una ordre que estipulava que no s'havien d'arrasar pobles com a represàlia i que s'havien de tractar els partisans com presoners de guerra, per a disgust de les autoritats militars alemanyes. Les represàlies, que no havien d'estendre's a la població civil, havien de quedar en mans del Sicherheitsdienst alemany.
El 12 de març del 1944, quan ja s'havia fixat la data per l'ocupació alemanya d'Hongria, va anar a veure Hitler per sol·licitar un cop més el trasllat de les nous divisions hongareses del front dels Carpats, com ja havien demanat les autoritats civils i militars hongareses anteriorment. Hitler, de nou, rebutjà aquesta petició.

### Primer ministre
El 29 d'agost del 1944, després del canvi de bàndol de Romania del dia 23, rellevà oficialment el primer ministre proalemany Sztójay, destituït realment cinc dies abans, al capdavant del govern. El seu nomenament inicià un ample relleu en l'administració, en què es va fer purgar els més destacats elements filogermans nomenats després de l'ocupació de març i se'ls va fer substituir per militars i polítics conservadors.
El govern militar encapçalat per Lakatos aturà les deportacions de jueus mitjançant un acord amb els alemanys el 30 d'agost i sabotejà el seu trasllat forçós a camps d'internament a les províncies des de la capital, operació que havia pactat, tanmateix, amb els alemanys. El ministre d'interior Béla Horváth ordenava a la policia militar emprar la força si calia per aturar les expulsions. El 15 d'octubre del 1944 Horthy tractà de desfer-se completament de la tutela alemanya, però fracassà. Els alemanys segrestaren el seu fill i Horthy es va rendir. El partit feixista, amb el suport alemany, va fer un cop d'estat i obtingué el control del govern, forçant la destitució de Lakatos.
Després de la guerra, Lakatos va viure a Hongria, però va morir a Austràlia mentre visitava la seva filla.